# Elizabeth Jane Gardner

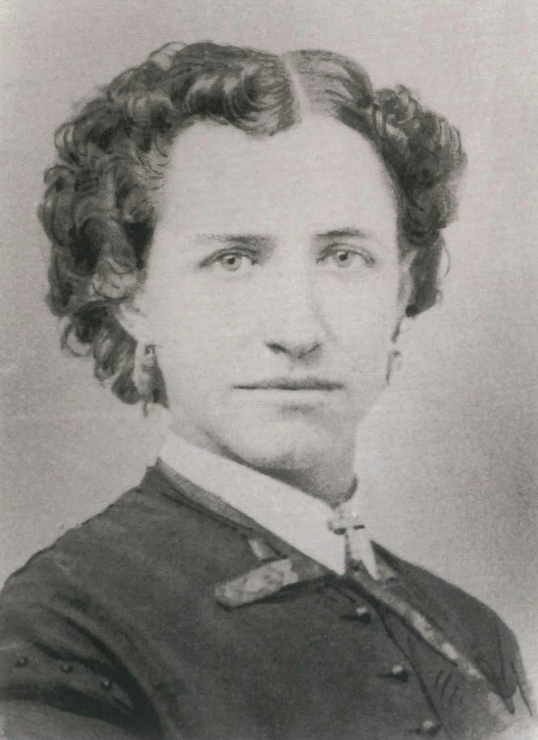
Foto van Gardner (ca. 1860)

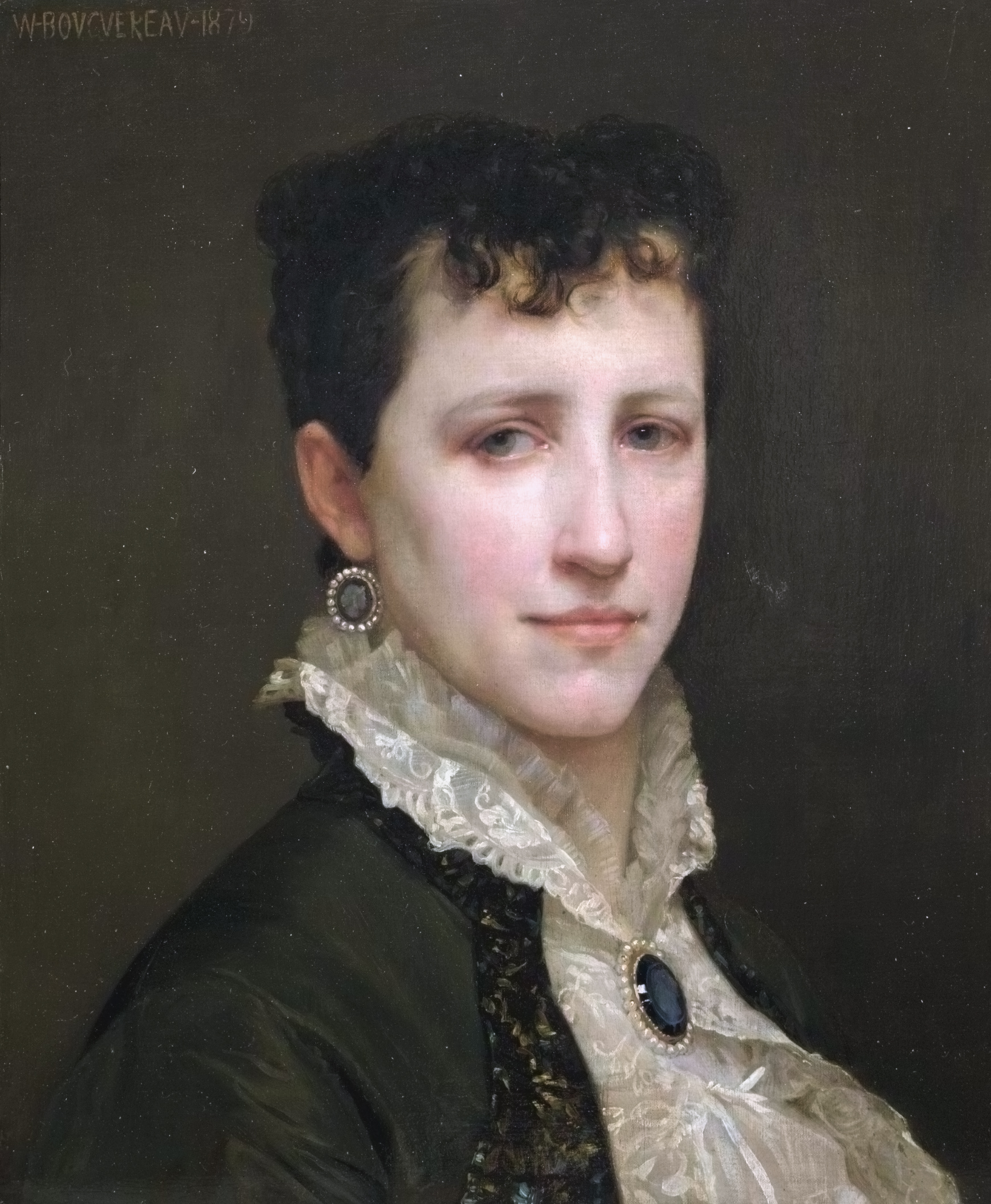
Portret van Gardner, 1879, door Bouguereau, Chimei Museum, Tainan

Elizabeth Jane Gardner (Exeter (New Hampshire), 4 oktober 1837 - Saint-Cloud, 28 januari 1922) was een Amerikaans schilderes. Ze werkte in een academische stijl en was getrouwd met William Bouguereau, die van grote invloed was op haar werk.

## Leven en werk
Gardner groeide op in een welgesteld gezin en studeerde aan Lasell College in Newton (Massachusetts). Daar kreeg ze haar eerste artistieke vorming, onder anderen van Imogene Robinson. Gardner kwam in 1864 vanuit Amerika naar Parijs om haar kunststudies af te ronden. Ze werd student van Ange Tissier en van Hugues Merle. In 1868 werden twee werken van Gardner aanvaard op de Parijse Salon: Les trois amis en Nature morte: Raisins etc. Ook Eliza Haldeman en Mary Cassatt stelden tentoon op dezelfde Parijse Salon als eerste Amerikaansen die hierin slaagden. Ze studeerde aan de Académie Julian, bij Jules Lefebvre en William Bouguereau, die later haar echtgenoot zou worden. In de jaren 1870 sloot ze zich aan bij de opkomende vrouwenbeweging en samen met haar vriendin Rosa Bonheur maakte ze zich sterk voor de openstelling van de École des beaux-arts voor vrouwen.
Zo onafhankelijk als Gardner zich opstelde in de strijd voor vrouwenrechten, zoveel moeite had ze om zich als kunstenares los te maken van haar leraar en vanaf 1896 ook haar echtgenoot Bouguereau, die ze steevast en welbewust imiteerde. Ze verklaarde dikwijls dat ze verkoos:

to be kwown as the best imitator of Bouguereau than ... a nobody

(om bekend te zijn als de beste imitator van Bouguereau dan om onbekend te zijn)

Haar klassieke stijl schommelt tussen romantiek en realisme, doorgaans niet gespeend van enige sentimentaliteit. Ze hanteerde een fijne techniek, die vooral tot uitdrukking komt in de texturen. Haar thema's variëren van religieuze onderwerpen tot moederschap, en veel van haar schilderijen beelden vervoering en eenzaamheid uit. Vaak getuigen ze ook van haar bijzondere eruditie.
In 1872 kreeg Gardner als eerste vrouw ooit een gouden medaille op de Parijse salon. Ze werd 25 keer geselecteerd voor de Parijse Salon tussen 1868 en 1896. Na de dood van Bouguereau in 1905 stopte Gardner, geplaagd door reuma, grotendeels met schilderen. Ze overleed in 1922, 84 jaar oud.

## Galerij

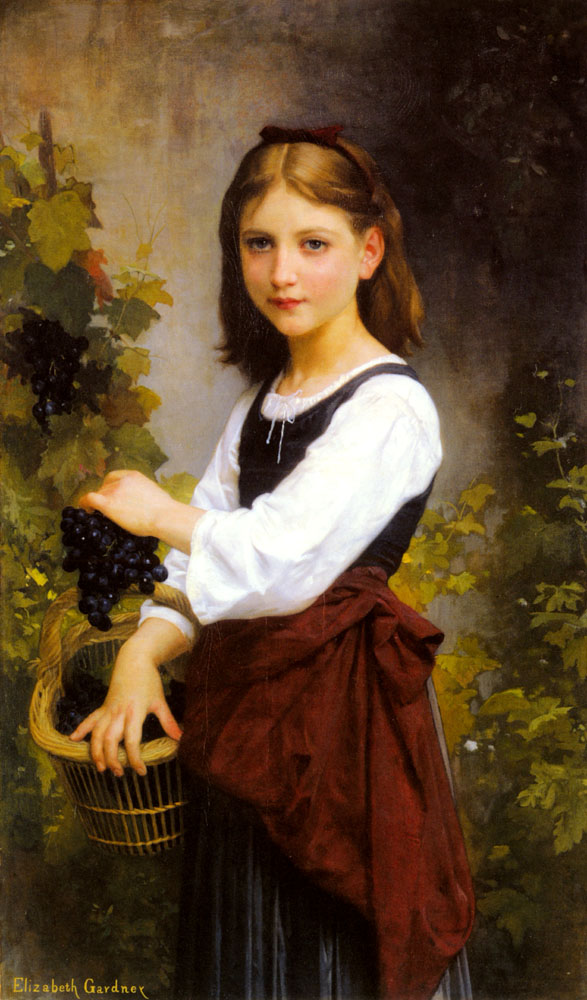
Jong meisje met een mand met druiven
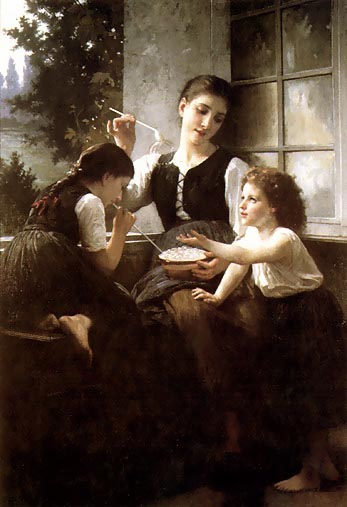
Bellen blazen
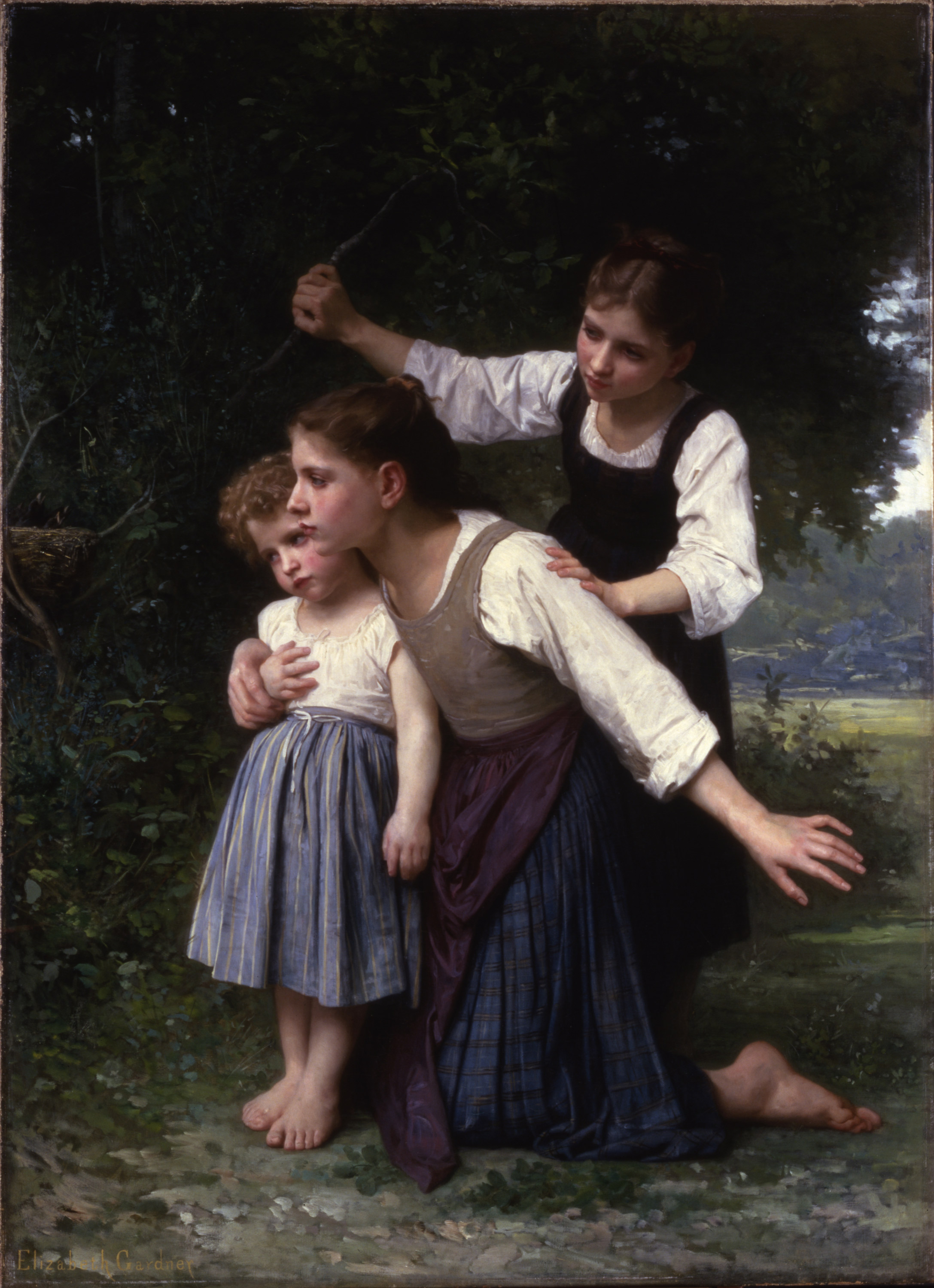
In het bos (1889)
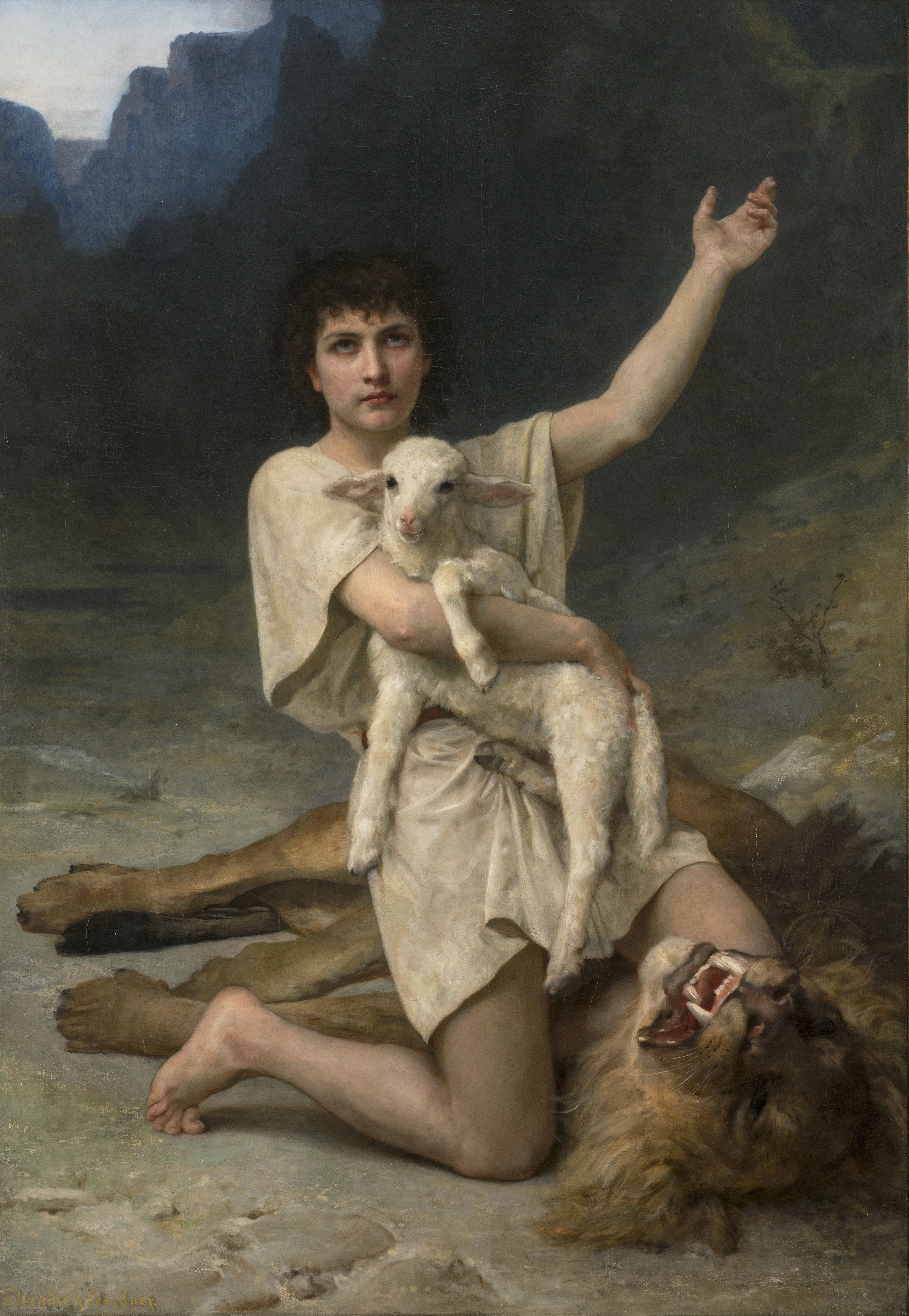
David, de herder, ca. 1895, National Museum of Women in the Arts, Washington